# Calocheiridius elegans
Espèce
Calocheiridius elegans est une espèce de pseudoscorpions de la famille des Olpiidae.

## Distribution
Cette espèce est endémique d'Inde. Elle se rencontre au Karnataka et en Odisha.

## Liste des sous-espèces
Selon Pseudoscorpions of the World (version 3.0) :
- Calocheiridius elegans elegans Murthy & Ananthakrishnan, 1977
- Calocheiridius elegans pallens Murthy & Ananthakrishnan, 1977

## Publication originale
- Murthy & Ananthakrishnan, 1977 : Indian Chelonethi. Oriental Insects Monographs, no 4, p. 1-210.